# Enfoque
Un enfoque es, según el epistemólogo Mario Bunge, una manera de ver las cosas o las ideas y, en consecuencia, también de tratar los problemas relativos a ellas. Se trata de un cuerpo de conocimiento preexistente, junto con una interpretación de problemas, un conjunto de objetivos y una colección de métodos, un arquetipo que marca una conducción.

## Tipos de enfoque
Bunge distingue ocho amplios tipos de enfoque:
- Enfoque vulgar: apoyado en el conocimiento ordinario y fundamentalmente interesado en resultados prácticos, emplea con exclusividad procedimientos de la vida cotidiana.
- Enfoque empírico: apoyado tanto en el conocimiento ordinario como en el obtenido en la práctica de algún arte y oficio, se interesa exclusivamente por los resultados prácticos y emplea procedimientos tanto de la vida cotidiana como de la práctica artesanal.
- Enfoque doctrinario: apoyado en algún cuerpo doctrinario rígido, le interesan sobre todo los problemas prácticos y apela a la autoridad, la crítica y el argumento.
- Enfoque humanístico: basado en el cuerpo de conocimientos relativo a la cultura humana, utiliza predominantemente métodos heurísticos.
- Enfoque matemático: caracterizado por una base formal, el objetivo de encontrar regularidades y construir teorías, y los métodos conceptuales, sobre todo el de la prueba formal.
- Enfoque de la ciencia básica: apoyado en un fondo de conocimiento matemático y experimental, así como una visión científica del mundo, emplea métodos científicos.
- Enfoque de la ciencia aplicada: comparte las bases y métodos de la ciencia básica, pero se limita a problemas básicos especiales.
- Enfoque tecnológico: semejante al de la ciencia aplicada, con una base que incluye también el fondo de conocimiento tecnológico, su objetivo es el control de sistemas naturales, tanto como el diseño de sistemas artificiales.

## Enlaces
- Wikcionario  tiene definiciones y otra información sobre Enfoque.

- Datos: Q48783338